# Mađarski plesovi
Mađarski plesovi, WoO 1 (njem. Ungarische Tänze) zbirka je od 21 skladbe za klavir četveroručno Johannesa Brahmsa, izdana u 4 knjige. Mađarski plesovi su jedno od najpoznatijih Brahmsovih, a i svjetskih djela.

## Nastanak
Johannes Brahms je bio njemački skladatelj, pijanist i dirigent iz razdoblja romantizma. Veći dio profesionalnog života proveo je u Beču, gdje je bio lider glazbene scene, a slovi za jednog od značajnijih skladatelja druge polovice 19. stoljeća. Najznačajniji dio Brahmsovog opusa su simfonije, komorna glazba, djela za klavir i solo pjesme.
Mađarski plesovi nemaju oznaku broja opusa. Brahms je počeo rad na obradi mađarskih plesova 1852. godine. Skladao ih je za klavir čeveroručno i objavio u 4 knjige. Sâm je orkestrirao samo plesove br. 1, 3 i 10, a ostale su kasnije orkestrirali mnogi skladatelji, među kojima je i Antonín Dvořák (br. 17 – 21). Izvorni Brahmsovi plesovi su br. 11, 14 i 16, a ostali su obrade mađarskih narodnih plesova, osim plesa br. 5 za koji je Brams mislio da je narodni, a u stvari je skladba (čardaš) "Sjećanje na Bardejov" (mađ. Bártfai emlék, njem. Erinnerung an Bartfeld) koju je napisao mađarski skladatelj Béla Kéler. A taj je ples, uz ples br. 1, i najpopularniji ples iz opusa.

## O glazbi
Većina plesova je u živom tempu, osim plesova 4, 11, 13 i 14 koji su šetnog karaktera (andante), ali se i u njima tempo povremeno ubrzava.
Pregled plesova
| Izdanje 1869. | Knjiga 1. | [m:ss]                                    | Knjiga 2. | [m:ss]                             |
| Plesovi       | - br. 1 u g-molu, Allegro molto - br. 2 u d-molu, Allegro non assai - br. 3 u F-Duru, Allegretto - br. 4 u f-molu (fis-mol orkestracija), Poco sostenuto - br. 5 u fis-molu (g-mol orkestracija), Allegro | [2:57] [2:36] [2:19] [4:11] [2:19]        | - br. 6 u Des-Duru (D-dur orkestracija), Vivace - br. 7 u F-Duru, Allegretto - br. 8 u a-molu, Presto - br. 9 u e-molu, Allegro non troppo - br. 10 u E-duru (F-dur orkestracija), Presto | [3:09] [1:35] [2:51] [1:38] [1:40] |
| Izdanje 1880. | Knjiga 3. | [m:ss]                                    | Knjiga 4. | [m:ss]                             |
| Plesovi       | - br. 11 u d-molu, Poco andante - br. 12 u d-molu, Presto - br. 13 u D-Duru, Andantino grazioso - br. 14 u d-molu, Un poco andante - br. 15 u B-Duru, Allegretto grazioso - br. 16 u f-molu, Con moto     | [2:27] [2:20] [1:38] [1:35] [2:45] [2:19] | - br. 17 u fis-molu, Andantino - br. 18 u D-Duru, Molto vivace - br. 19 u h-molu, Allegretto - br. 20 u e-molu, Poco allegretto - br. 21 u e-molu, Vivace                                 | [2:51] [1:24] [1:57] [2:27] [1:16] |

U pregledu su navedena vremena s izvođenja: Wiener Philharmoniker, dirigent Claudio Abbado, 1983. Deutsche Grammophon. U tom izvođenju trajanje je 48:16, a inače je trajanje oko 50 minuta.

## Utjecaj
Cjelokupno djelo se ne izvodi na koncertima, ali su pojedini plesovi često na repertoaru. Mnogobrojni su trajni zapisi i s cjelokupnim djelom i s izborom plesova. Plesovi su često obrađivani za razna glazbala i ansamble. James Last, na primjer, na svom albumu Classics Up To Date ima Mađarski ples br. 5 u aranžmanu za (mumljajući) zbor i orkestar.
Pojedini plesovi se često rabe na filmu i televiziji, kao na primjer Mađarski ples br. 5 u filmu Veliki diktator Charlija Chaplina.
Na Brahmsovu inicijativu i pod utjecajem uspjeha Mađarskih plesova, Dvořák je skladao svoje Slavenske plesove, koji su također među najpoznatijim svjetskim djelima.